# Baba, Alba
Baba este un sat în comuna Horea din județul Alba, Transilvania, România.

## Galerie de imagini

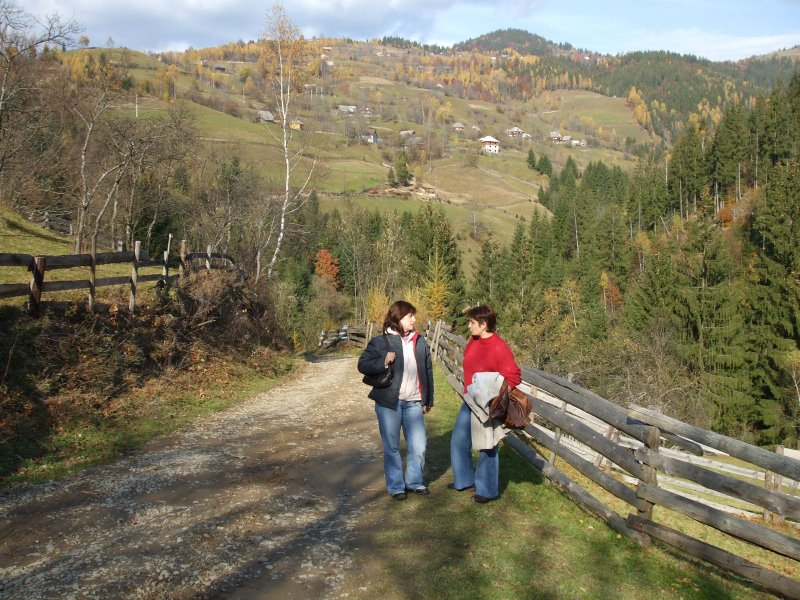
Drumul lui Horea {în plan îndepărtat - satul Baba}.
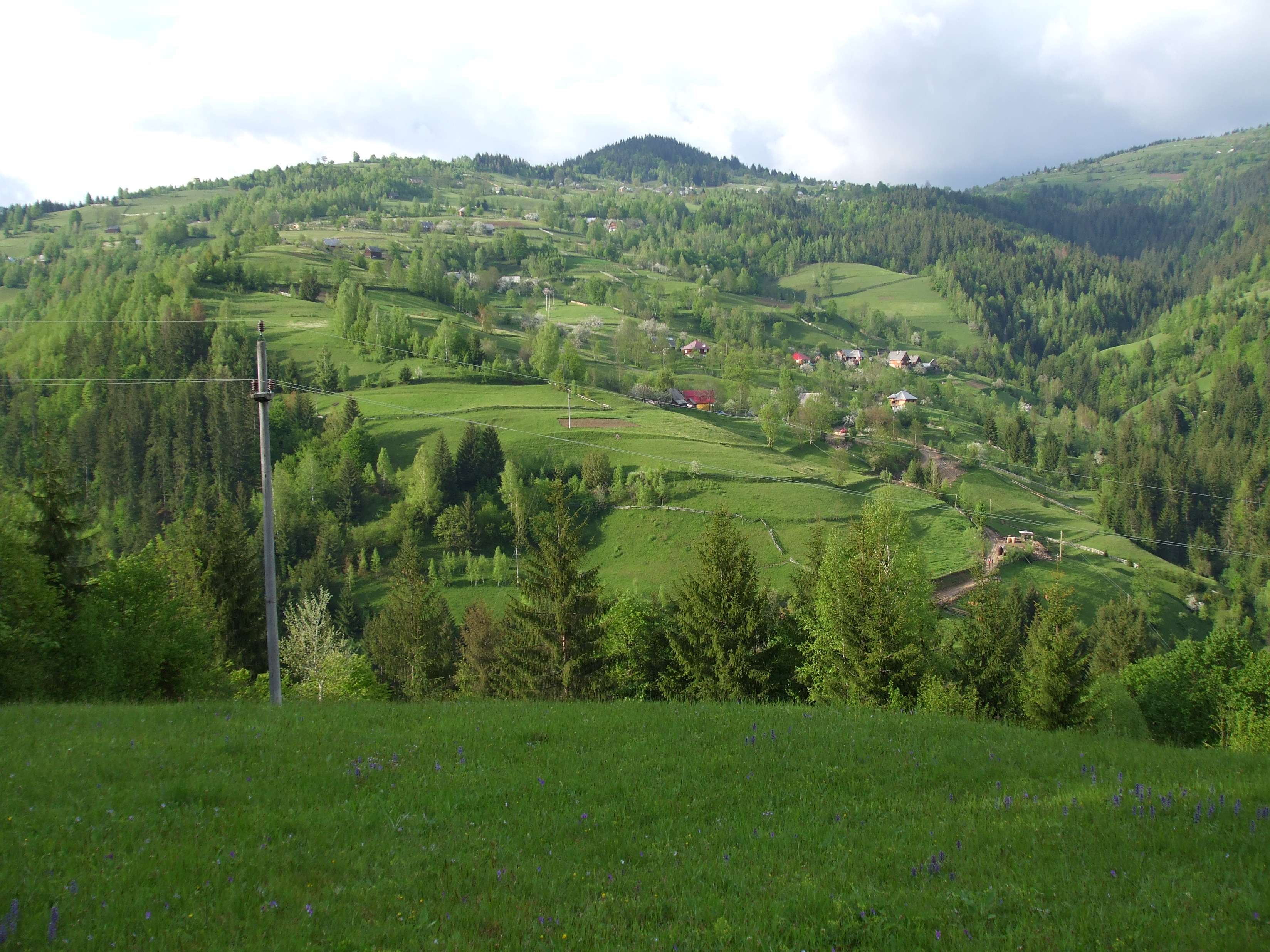

 Acest articol despre o localitate din județul Alba este deocamdată un ciot. Puteți ajuta Wikipedia prin completarea lui.